# Johan Granath
Karl Johan Granath, född 4 mars 1950 i Köping i Sverige, är en svensk skridskoåkare. På klubbsidan representerade han SK Pollux.
Han är son till Karl Sven Bertil Granath och Maud Elisabet. Åren 1974–1979 var han gift med Elisabeth Kallstenius. Johan Granath är bror till skridskoåkaren Oloph Granath och teaterkritikern Sara Granath.

## Biografi
Johan Granaths specialitet var sprintsträckorna inom skridskon. Som sprinter satte han sina rekord och tog mästerskapsmedaljer. Idrottskarriären började i Kolsva bandylag men eftersom han föredrog bara själva skridskoåkandet mer än boll och klubba bytte han snart sport och blev skridskoåkare. Granath tog under karriären 12 individuella SM-guld och satte åtta svenska rekord. Internationellt var främsta meriten seger i Sprint-VM 1976. Han deltog i tre raka Vinter-OS åren 1972–1980.

## Meriter

### Mästerskap
- 1970 Svensk juniormästare
- 1971 7:a sammanlagt på VM (4:a på 1000 meter)
- 1976 Världsmästare vid sprinter-VM i Västberlin (7 mars 1976)
- 1978 3:a på sprinter-VM

### Svenska rekord
- 1977, 500 meter: 38,6 (Gällande rekord 1980)
- 1000 meter: 1.18,4 (Gällande rekord 1978)
- 1500 meter: 2.03,3 (Gällande rekord 1978)
- Sammanlagt sprint:  157.00 (38,6; 1.18,5; 39,3; 1.19,7) (Gällande rekord 1978)

### Fotnoter
1. ↑  ”Johan Granath”. Sveriges olympiska kommitté. http://sok.se/idrottare/idrottare/j/johan-granath.html. Läst 23 november 2016.